# Olimpia Teodora
Olimpia Teodora är en volleybollklubb i Ravenna, Italien. Klubben grundades 1965 under namnet Olimpia Ravenna. Under 1970-talet var klubbens ungdomslag framgångsrikt, vilket motiverade en satsning på seniorlaget, som 1976-1977 debuterade i högsta serien. Den första säsongen kom de femma. Detta följdes snart av större framgångar. Klubben vann samtliga italienska mästerskap från 1980-1981 till och med 1990-1991. Under denna perioden slog de flera rekord, bl.a. vann de 72 matcher i rad mellan 15 mars 1985 och 8 december 1987. De vann dessutom italienska cupen sex gånger. På internationell nivå vann de europamästerskapet 1988 och 1992 samt världsmästerskapet för klubblag 1992. 
Under 1990-talet förde klubben en mer anonym tillvaro och spelade även en säsong i näst högsta serien (A2). De bytte även namn till Olimpia Teodora. År 2004 valde klubben att sälja sin spellicens till Robursport Volley Pesaro som tog deras plats i serie A1. Klubben började då om i serie B2. Efter några turbulenta år då klubben både köpte och snart åter sålde sin licens och ett tag gick under namnet Teodora Vollavolo Ravenna så spelar klubben (som även hann med att gå samman med Olimpia Alfa Garavini Ravenna) sedan säsongen 2017-2018 i serie A2 (den nästa högsta serien) under namnet Olimpia Teodora.